# Banswara (estado)
El Reino de Banswara estuvo localizado en qué es hoy el estado de Rajasthan. Los gobernantes pertenecieron al clan Sisodia clan. 

## Historia
El estado fue fundado en 1527. Después de la muerte de Rawal Udai Singh de Vagad en la Batalla de Khanwa en 1527, donde  lucho junto a Rana Sanga contra Babar, sus territorios estuvieron divididos a los estados de Dungarpur y Banswara. Banswarra Estuvo dado a Jagmal Singh quién devenía su primer gobernante .
En 1949 Banswara fue fusionado a la Unión india.

### Gobernantes
Los gobernantes del estado aguantaron el título Rai Rayan. Banswara El estado devenía un protectorado británico  el 16 de noviembre de 1818.

#### Rai Rayan
- 1688 – 1706: Ajab Singh (b. 16.. – d. 1706)
- 1706 – 1713: Bhim Singh (d. 1713)
- 1713 – 1737: Bishan Singh (d. 1737)
- 1737 – 1747: Udai Singh II (d. 1747)
- 1747 – 1786: Prithvi Singh (d. 1786)
- 1786 – 1816: Bijai Singh (b. 17.. – d. 1816)
- 1816 – 1819: Umaid Singh (d. 1819)
- 1819 – 6 Nov 1838: Bhawani Singh (b. c.1803 – d. 1838)
- 6 Nov 1838 – 2 Feb 1844: Bahadur Singh (b. c.1788 – d. 1844)
- 2 Feb 1844 – 29 Apr 1905: Lakshman Singh (b. 1835 – d. 1905)
- 2 Feb 1844 – 1856: ... – Regent
- 29 Apr 1905 – 27 Dec 1913: Shambhu Singh (b. 1868 – d. 1913)
- 27 Dec 1913 – 28 Jul 1944: Prithvi Singh (b. 1888 – d. 1944) (de 2 Jan 1933, Señor Prithvi Singh)
- 29 Jul 1944 – 15 Aug 1947: Chandra Vir Singh (b. 1909 – d. 1985)